# Zaniemeńsk
Zaniemeńsk – część Mostów na Białorusi, w obwodzie grodzieńskim, w rejonie mostowskim.
Dawniej wieś w województwie trockim Rzeczypospolitej Obojga Narodów. W czasach zaborów w granicach Imperium Rosyjskiego, w guberni grodzieńskiej, w powiecie grodzieńskim.
W latach 1921–1939 wieś leżała w Polsce, w województwie białostockim, w powiecie grodzieńskim, w gminie Mosty.
Według Powszechnego Spisu Ludności z 1921 roku zamieszkiwało tu 151 osób, wszystkie były wyznania prawosławnego i zadeklarowały polską przynależność narodową. Było tu 20 budynków mieszkalnych.
Miejscowość należała do parafii prawosławnej w Dubnie. Podlegała pod Sąd Grodzki w Skidlu i Okręgowy w Grodnie; właściwy urząd pocztowy mieścił się w Mostach 1.
W wyniku napaści ZSRR na Polskę we wrześniu 1939 miejscowość znalazła się pod okupacją sowiecką. 2 listopada została włączona do Białoruskiej SRR. 4 grudnia 1939 włączona do nowo utworzonego obwodu białostockiego. Od czerwca 1941 roku pod okupacją niemiecką. 22 lipca 1941 r. włączona w skład okręgu białostockiego III Rzeszy. W 1944 miejscowość została ponownie zajęta przez wojska sowieckie i włączona do obwodu grodzieńskiego Białoruskiej SRR.